# L'Envers de l'histoire contemporaine
L’Envers de l’histoire contemporaine (em português, O avesso da história contemporânea) é um romance de Honoré de Balzac, publicado em 1848. Entra para as Cenas da vida parisiense da Comédia Humana.
Tem-se pouca certeza sobre o histórico de publicação desta obra que, por si própria, resume todo o trabalho secreto do escritor, sua maneira de compor intrigas secundárias nas quais ele deixa, às vezes, um traço de uma mensagem. Ao terminar o romance, Balzac não sabia que seria seu último. Sua saúde já estava debilitada. As obras seguintes restarão inacabadas. Compreende-se melhor, sabendo disso, a escolha do tema: uma sociedade secreta com fim de caridade. A escolha de lugar também: um quarteirão deserto não distante da catedral de Notre-Dame de Paris. 
A mitologia balzaquiana, diretamente herdada do romance negro, deseja que a força reine pelo mistério, que todo poder verdadeiro seja oculto..
Aqui trata-se de um poder oculto caridoso: os Irmãos da Consolação, que se protegem pelo segredo, e cujos membros mantêm uma vida religiosa, modesta, sem exigências. Esta associação é exatamente o inverso dos Treze, da Histoire des Treize ou da Sociedade dos dez mil, comandada por Vautrin. Quando fala do seu romance, Balzac indica que prepara um tipo de oposição a Splendeurs et misères des courtisanes, onde a depravação reina com poder absoluto, e afirma que, nesta obra, ele desejava "aplicar ao bem a mesma ideia que ao mal". A necessidade de virtude, de beneficência, de religião em pleno coração de uma capital corrompida é como o último voto de um escritor que se exauriu em descrever todas as facetas do mundo, das melhores às piores, e que vai deixar depois dele uma obra gigantesca, inspiradora para inúmeros escritores. Balzac cria uma estrutura que entrará para a história da literatura: a ideia de "ciclo de romances", em que se inspirarão, entre outros, Émile Zola e Marcel Proust.

## Enredo

### Primeiro episódio: Madame de La Chanterie
Um dia, em setembro de 1836, o jovem Godefroy, que decide abandonar sua vida de desregramento e de indolência, e que se encontra com uma proprietária após ler um anúncio, vê um homem levar ajuda e consolação a outro. Chegando à casa onde lhe alugam um quarto (Madame de la Chanterie é a proprietária), reconhece o bom homem. Ele quer saber mais sobre as atividades deste e de Madame de la Chanterie, mas pedem-lhe um pouco de paciência. Pois antes de se tornar um "iniciado", deve-se conformar a preceitos estritos. 
A casa, situada na rue Chanoinesse, perto da catedral de Notre-Dame de Paris, é ocupada pela sociedade dos Irmãos da Consolação, inteiramente dedicada à caridade cristã. Godefroid aprende com Madame de La Chanterie, que preside esta sociedade, os costumes da casa: levantar e deitar muito cedo e procurar inspiração na piedosa obra A Imitação de Cristo. Os outros membros desta sociedade são o Sr. Nicolas (na verdade o Marquês de Montauran, ex-coronel da gendarmaria), o Sr. Joseph (Lecamus, barão de Tresnes e ex-conselheiro da corte real), o Sr. Alain, o abade de Vèze e a empregada Manon.
Uma noite, Monsieur Alain contou a Godefroid como, quando jovem, ele duvidou de um amigo a quem havia emprestado uma grande soma de dinheiro, um amigo que finalmente devolveu honestamente a quantia total emprestada. Este evento desencadeou no Sr. Alain sua dedicação à caridade e ele se juntou à sociedade dos Irmãos da Consolação após conhecer o juiz Jean-Jules Popinot, cofundador da sociedade com Madame de La Chanterie e o vigário de Notre-Dame.
Godefroid também aprende com o Sr. Alain a história de Madame de La Chanterie. Nascida em 1772 como Barbe-Philiberte de Champignelles, ela se casou com Henri de La Chanterie, que se tornou presidente do Tribunal Revolucionário e foi condenado com a queda de Robespierre. Madame de La Chanterie salva o marido da prisão, mas ele continua a traí-la e morre alguns anos depois. A filha deles, Henriette, casada em 1807 com o Barão Polydore Bryond des Tours-Minières (o futuro Contenson, agente da polícia secreta), se deixa atrair pelo marido para um caso de Chouannerie. Ela é condenada à morte e executada, Madame de La Chanterie é condenada à prisão, mas restabelecida durante a Restauração.

### Segundo episódio: O iniciado
Uma vez que o desejo de Godefroid de pertencer a esta sociedade misteriosa se manifesta, ele recebe uma missão sob o patrocínio do Sr. Alain. Enquanto o próprio Sr. Alain se infiltrará como capataz numa "grande fábrica onde todos os trabalhadores estão infectados com as doutrinas comunistas, e sonham com a destruição social, a degola dos patrões [...]", Godefroid é enviado para a rue Notre-Dame-des-Champs, perto do boulevard du Montparnasse. Encontra-se neste endereço uma família composta por um velho (Sr. Bernard), sua filha Vanda – gravemente afetada pelo tricoma e acamada há anos – e o filho desta, Auguste. Godefroid se dedica à tarefa e oferece à família uma ajuda que lhe permitirá sair da miséria, defendendo o princípio da caridade católica, que contrasta com os princípios da filantropia mencionados pelo Sr. Bernard.
Na irmandade, é criticado por ter se deixado seduzir pela “poesia da miséria”. Descobre-se que o velho é, na verdade, o juiz que, nos dias do Império, condenou Madame de La Chanterie e sua filha. Sua missão é então retirada e Godefroid teme que a sociedade aproveite a oportunidade fácil para se vingar do carrasco da filha de La Chanterie. No entanto, ele soube algum tempo depois que os Irmãos continuaram o trabalho iniciado por Godefroid e tiraram a família da pobreza, mantendo o anonimato. É o próprio Sr. Bernard quem pesquisa para descobrir a origem de Godefroid, e quem encontra sua ex-vítima, na rue Chanoinesse. Ele reconhece seu crime e se arrepende, com as palavras: “Os anjos se vingam assim."
E o romance termina com esta frase: “Naquele dia, Godefroid foi admitido na Ordem dos Irmãos da Consolação."